# Saint-Bonnet-de-Mure
Saint-Bonnet-de-Mure este o comună în departamentul Rhône din sud-estul Franței. În 2009 avea o populație de 6.342 de locuitori.

## Evoluția populației
| An        | 1975  | 1982  | 1990  | 1999  | 2006  | 2009  |
| --------- | ----- | ----- | ----- | ----- | ----- | ----- |
| Populație | 2.363 | 3.206 | 4.604 | 5.597 | 6.094 | 6.342 |